# Знамена на субектите на Руската федерация
Това е списък на знамената на федералните субекти на Русия. Към 21 февруари 2022 г. Руската федерация има 89 субекта, от които: 24 републики, 9 краеве, 48 области, 3 града от федерално значение, 1 автономна област и 4 автономни окръга. Всеки субект има флаг, който е и негов официален символ

## 2025

### Републики
- Знаме на Република Адигея
- Знаме на Република Алтай
- Знаме на Башкортостан
- Знаме на Бурятия
- Знаме на Чечения
- Знаме на Чувашия
- Знаме на Република Крим[Note 1]
- Знаме на Дагестан
- Знаме на Донецка народна република[Note 1]
- Знаме на Ингушетия
- Знаме на Кабардино-Балкария
- Знаме на Калмикия
- Знаме на Карачаево-Черкезия
- Знаме на Република Карелия
- Знаме на Хакасия
- Знаме на Република Коми
- Знаме на Луганска народна република[Note 1]
- Знаме на Република Марий Ел
- Знаме на Мордовия
- Знаме на Република Северна Осетия – Алания
- Знаме на Якутия
- Знаме на Татарстан
- Знаме на Тува
- Знаме на Удмуртия

### Краеве
- Знаме на Алтайски край
- Знаме на Камчатски край
- Знаме на Хабаровски край
- Знаме на Краснодарски край
- Знаме на Красноярски край
- Знаме на Пермски край
- Знаме на Приморски край
- Знаме на Ставрополски край
- Знаме на Забайкалски край

### Области
- Знаме на Амурска област
- Знаме на Архангелска област
- Знаме на Астраханска област
- Знаме на Белгородска област
- Знаме на Брянска област
- Знаме на Челябинска област
- Знаме на Иркутска област
- Знаме на Ивановска област
- Знаме на Калининградска област
- Знаме на Калужка област
- Знаме на Кемеровска област
- Знаме на Херсонска област[Note 1]
- Знаме на Кировска област
- Знаме на Костромска област
- Знаме на Курганска област
- Знаме на Курска област
- Знаме на Ленинградска област
- Знаме на Липецка област
- Знаме на Магаданска област
- Знаме на Московска област
- Знаме на Мурманска област
- Знаме на Нижегородска област
- Знаме на Новгородска област
- Знаме на Новосибирска област
- Знаме на Омска област
- Знаме на Оренбургска област
- Знаме на Орловска област
- Знаме на Пензенска област
- Знаме на Псковска област
- Знаме на Ростовска област
- Знаме на Рязанска област
- Знаме на Сахалинска област
- Знаме на Самарска област
- Знаме на Саратовска област
- Знаме на Смоленска област
- Знаме на Свердловска област
- Знаме на Тамбовска област
- Знаме на Томска област
- Знаме на Тулска област
- Знаме на Тверска област
- Знаме на Тюменска област
- Знаме на Уляновска област
- Знаме на Владимирска област
- Знаме на Волгоградска област
- Знаме на Вологодска област
- Знаме на Воронежка област
- Знаме на Ярославска област
- Знаме на Запорожка област[Note 1]

### Федерални градове
- Знаме на Москва
- Знаме на Санкт Петербург
- Знаме на Севастопол[Note 1]

### Автономни области
- Знаме на Еврейска автономна област

### Автономни окръзи
- Знаме на Чукотски автономен окръг
- Знаме на Ханти-Мансийски автономен окръг – Югра
- Знаме на Ненецки автономен окръг
- Знаме на Ямало-Ненецки автономен окръг

### Бивши федерални субекти
- Знаме на Агински бурятски автономен окръг
- Знаме на Читинска област
- Знаме на Евенкски автономен окръг
- Знаме на Камчатска област
- Знаме на Коми-Пермяцки автономен окръг
- Знаме на Корякски автономен окръг
- Знаме на Пермска област
- Знаме на Таймирски автономен окръг
- Знаме на Уст Ордински бурятски автономен окръг

## 2005

### Републики
- Знаме на Република Адигея
- Знаме на Република Алтай
- Знаме на Башкортостан
- Знаме на Бурятия
- Знаме на Чечения
- Знаме на Чувашия
- Знаме на Дагестан
- Знаме на Ингушетия
- Знаме на Кабардино-Балкария
- Знаме на Калмикия
- Знаме на Карачаево-Черкезия
- Знаме на Република Карелия
- Знаме на Хакасия
- Знаме на Република Коми
- Знаме на Република Марий Ел
- Знаме на Мордовия
- Знаме на Република Северна Осетия – Алания
- Знаме на Якутия
- Знаме на Татарстан
- Знаме на Тува
- Знаме на Удмуртия

### Краеве
- Знаме на Алтайски край
- Знаме на Хабаровски край
- Знаме на Краснодарски край
- Знаме на Красноярски край
- Знаме на Пермски край (от 2005 година)
- Знаме на Приморски край
- Знаме на Ставрополски край

### Области
- Знаме на Амурска област
- Знаме на Архангелска област
- Знаме на Астраханска област
- Знаме на Белгородска област
- Знаме на Брянска област
- Знаме на Челябинска област
- Знаме на Читинска област
- Знаме на Иркутска област
- Знаме на Ивановска област
- Знаме на Калининградска област
- Знаме на Калужка област
- Знаме на Камчатска област
- Знаме на Кемеровска област
- Знаме на Кировска област
- Знаме на Костромска област
- Знаме на Курганска област
- Знаме на Курска област
- Знаме на Ленинградска област
- Знаме на Липецка област
- Знаме на Магаданска област
- Знаме на Московска област
- Знаме на Мурманска област
- Знаме на Нижегородска област (до 2005 година)
- Знаме на Нижегородска област (от 2005 година)
- Знаме на Новгородска област
- Знаме на Новосибирска област
- Знаме на Омска област
- Знаме на Оренбургска област
- Знаме на Орловска област
- Знаме на Пензенска област
- Знаме на Пермска област (до 2005 година)
- Знаме на Псковска област
- Знаме на Ростовска област
- Знаме на Рязанска област
- Знаме на Сахалинска област
- Знаме на Самарска област
- Знаме на Саратовска област
- Знаме на Смоленска област
- Знаме на Свердловска област (до 2005 година)
- Знаме на Свердловска област (от 2005 година)
- Герб на Тамбовска област (до 2005 година)
- Знаме на Тамбовска област (от 2005 година)
- Знаме на Томска област
- Герб на Тулска област (до 2005 година)
- Знаме на Тулска област (от 2005 година)
- Знаме на Тверска област
- Знаме на Тюменска област
- Знаме на Уляновска област
- Знаме на Владимирска област
- Знаме на Волгоградска област
- Знаме на Вологодска област
- Знаме на Воронежка област (до 2005 година)
- Знаме на Воронежка област (от 2005 година)
- Знаме на Ярославска област

### Федерални градове
- Знаме на Москва
- Знаме на Санкт Петербург

### Автономни области
- Знаме на Еврейска автономна област

### Автономни окръзи
- Знаме на Агински бурятски автономен окръг
- Знаме на Чукотски автономен окръг
- Знаме на Евенкски автономен окръг
- Знаме на Коми-Пермяцки автономен окръг (до 2005 година)
- Знаме на Корякски автономен окръг
- Знаме на Таймирски автономен окръг
- Знаме на Уст Ордински бурятски автономен окръг